# レオンハルト・フランク
レオンハルト・フランク（Leonhard Frank、1882年9月4日 - 1961年8月18日）はドイツの作家、脚本家。

## 概要
1904年、ミュンヘンで絵画を学び、画家として活躍したのち小説家に転向した。
1914年、第一次世界大戦を公然と非難したため、亡命することを余儀なくされた。同年、亡命先のスイスで処女作「The Robber Band」を発表する。スイスでは戦争や教育制度を批判する本などを出版していた。1918年にドイツへと帰国した。
1933年にナチス政権が成立するとチューリッヒとロンドンを経由してパリへと亡命した。1934年にはドイツ市民権をはく奪された。
1939年に第二次世界大戦が勃発すると、全てのドイツ人亡命者とともにフランス警察に拘束されるが同年に釈放された。1940年、ナチスによるベルギー、オランダ侵攻が行われるとフランス警察に再び逮捕される、ドイツ軍が到着する前にマルセイユに逃亡し、偽造パスポートを使いアメリカに亡命する。
アメリカでは危険な共産主義者として見られFBIに監視される生活を余儀なくされた。
1950年にドイツに戻ったがFBIによる監視は続いた。フランクはミュンヘンに滞在し、1961年に死ぬまでそこで過ごした。

## 人物
頑固とした平和主義者であった。1915年にベルリンのカフェでドイツ軍によるルシタニア号の沈没を『人類史上最大の英雄的行為である』と書いたジャーナリストのフェリックス・シュテッシンガーを無言で平手打ちにした。

## 家族
生涯に3度の結婚をした。最初の妻であるリサ・エルテルとは、ベルリンで知り合い1915年に結婚したが1923年に死別する。2番目の妻でオデッサ出身の翻訳家のエレナ・マケンネ・ペンスヴェーアとは1929年に結婚し、同年に息子のアンドレアスが誕生した。3番目の妻である元女優のシャーロット・ロンドンとはアメリカで知り合った。当時2人とも既婚者であったため、離婚してからしか結婚式を挙げられなかった。二人は1952年に結婚した。